# 牛久シャトー
牛久シャトー（うしくシャトー）は、茨城県牛久市にあるワイン醸造場。所有者はオエノンホールディングス株式会社。2017年（平成29年）までの名称はシャトーカミヤ。
1903年（明治36年）に神谷傳兵衛が牛久醸造場の名で創業した。フランス種のブドウとボルドーの高級ワイン製造法を取り入れた日本初の本格的なワイン醸造場である。2008年（平成20年）6月、旧事務室、旧醗酵室、旧貯蔵庫の3棟が国の重要文化財に指定された。

## 沿革

### 背景
明治政府は日本酒の消費量削減による米不足の緩和、輸出産業の創出のためにワイン製造を奨励していた。官営事業として1876年に現在の北海道で開拓使葡萄酒醸造所が、1880年に現在の兵庫県で播州葡萄園が開設されたものの、どちらも1880年代に民間に払い下げられた。一方、現在の山梨県では明治初期からワインの製造に取り組んでおり、1877年に県立葡萄酒醸造所が完成、大日本山梨葡萄酒会社が設立されるなど早くからワインの製造に成功していた。山梨県の官営事業は明治中期に終わりを迎えたものの、それ以降も近代的なワイン製造を目指す取り組みが民間で継続しており、日本を代表するワイン産地としての基礎が築かれることになった。その一方で、明治中期以降には山梨県以外でも民間でワイン製造の取り組みが進んでおり、その代表例が1903年に開設された「牛久醸造場」だった。

### 創業までの経緯
牛久シャトーの創業者、神谷傳兵衛は1856年に三河国（現在の愛知県東部）で生まれた。1873年、彼は横浜の外国人居留地でフランス人が経営するフレッレ商会で労働者として働き始め、ここでワインを知ることになった。1880年、独立した傳兵衛は東京・浅草で濁り酒の一杯売屋「みかはや銘酒店」を開業した。これは日本初の洋酒バー「神谷バー」の前身であった。当時の日本ではワインが一般には普及していなかったが、傳兵衛は1881年から輸入ワインに蜂蜜などを添加した甘味葡萄酒の販売を始め、1886年に「蜂印香竄葡萄酒」として商標登録したこの再生葡萄酒は人気商品となった。

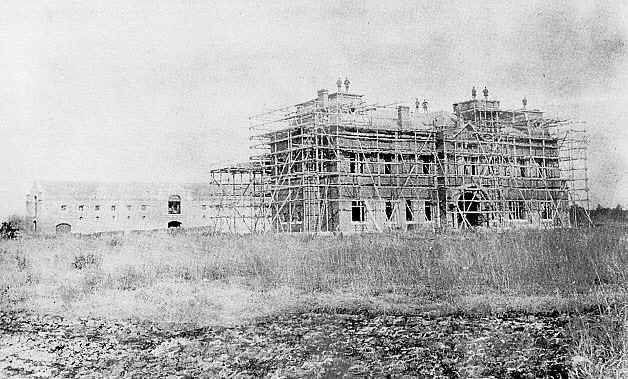
1902年の醗酵室（左奥）と建築中の事務室（右手前）

明治20年代になると日本国内で輸入葡萄酒が流通し始め、傳兵衛は葡萄酒の醸造に向けて動き始めた。1894年、傳兵衛は養子の伝蔵をフランスのボルドーへ留学させた。牛久シャトー公式サイトによれば、傳兵衛は兄の娘を自身の養女とし、伝蔵は養女と結婚して婿養子に入り、結婚の3日後にフランスへと出立したという。伝蔵はデュボア商会が所有するカルボンブラン村醸造場でブドウの栽培法、機械の操作、醸造技術を学び、1897年1月に帰国して関連書籍、醸造用具、土壌サンプルなどを持ち帰った。
同年4月、傳兵衛は東京府豊多摩郡東大久保村（現在の東京都新宿区）でボルドー産のブドウの苗木6000本の試作を始めた。同年10月、醸造場の建設地を探していた傳兵衛は茨城県稲敷郡の女化原の原野120町歩を購入した。女化原はブドウの栽培に適した土壌で広い土地をまとめて購入することができ、また前年1896年に開通した日本鉄道会社土浦線（現在のJR常磐線）の牛久駅の近くに位置しており、交通の便にも優れていた。傳兵衛は1898年3月までに購入した土地のうち23町歩を開墾して試作していた苗木を移植し、「神谷葡萄園」を開設した。また設置した仮醸造場で白ワイン、赤ワインの醸造に成功し、1901年3月からフランスの醸造場をモデルとして醸造場の建築を開始した。三笠ホテルの設計などで知られる岡田時太郎が事務室、醗酵室、貯蔵庫、倉庫の工事設計を担当し、総工費3万強を費やして1903年9月に「牛久醸造場」が完成した。これにより、神谷葡萄園および牛久醸造場はブドウの栽培からワインの醸造、貯蔵、瓶詰出荷までの一貫した製造工程を有する日本初の本格的なワイン醸造施設となった。

### 明治・大正時代

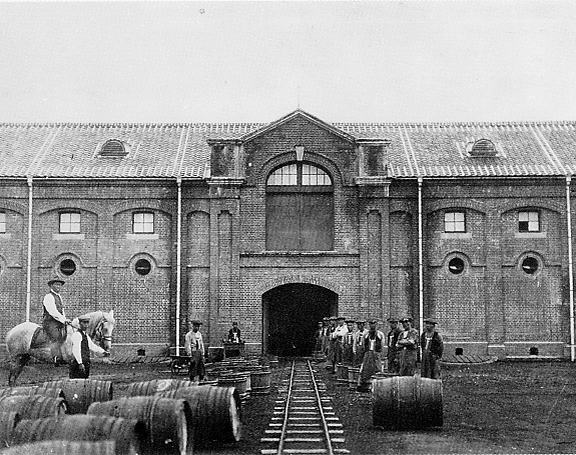
1913年の醗酵室とトロッコ

牛久醸造場のワインは国内外でいくつかの賞を獲得した。1903年にイギリスの水晶宮で開催された万国衛生食料品博覧会では、名誉金牌を受賞した。1904年にパリで開催されたチュイルク博覧会では金賞牌を受賞した。また、1907年の東京勧業博覧会でも一等金賞牌を受賞した。ワインの年間生産量は1902年の50石から1904年には180石に増加した。しかし、当時の日本ではまだ本格的な葡萄酒の需要は医薬品としてのものがほとんどであり、生産量は明治・大正時代を通じて150石から180石程度で安定し、生産規模をさらに拡大することはなかった。
神谷葡萄園は160町歩に拡大され、1920年時点で赤ワイン、白ワイン用の数種類のブドウの木が約13万本植えられていた。葡萄園は牛久醸造場の南北に広がっており、両端の道路の間が約1.9キロメートルに及ぶ細長い形状の土地だった。園内には牛久駅と醸造場、南北の葡萄園を結ぶ形で総延長4.8キロメートルのトロッコが敷設されていた。当時、葡萄園でブドウを積み込んだトロッコは事務室のアーチをくぐり、中庭を通過して醸造場へとブドウを運んでいた。また、醸造場も増改築が続けられ、1921年頃までに一通りの施設が揃っていた。

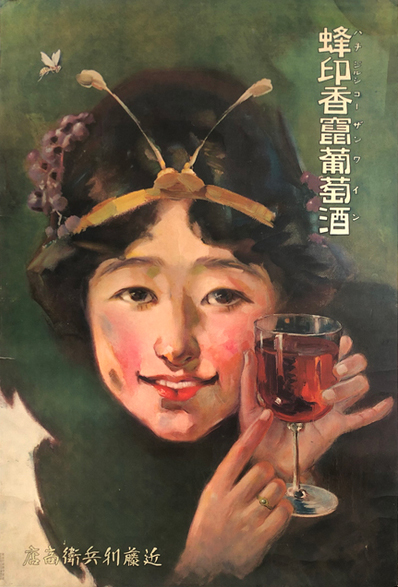
1926年（大正15年/昭和元年）多田北烏画の蜂印香竄葡萄酒のポスター

### 昭和・平成・令和以降
太平洋戦争の終戦後に農地改革が行われ、戦時中に既に荒廃していた神谷葡萄園は小作地として解放されることになった。敷地の多くは後に宅地として分譲されている。牛久醸造場も規模を縮小することになった。1948年、合同酒精株式会社の子会社として旭商会株式会社が設立され、牛久シャトーの営業を開始した。1969年以降にシャトーの敷地内でワインの販売所やレストランの建設が進められ、食のレジャー施設として活用されることになった。また、旧事務室はシャトーの本館、旧醗酵室は神谷傳兵衛記念館に転用され、1976年には旧貯蔵庫を転用したレストラン「キャノン」が開店した。
1992年、旭商会株式会社が株式会社牛久シャトーガーデンに商号変更した。また、1996年にシャトー内に地ビール工場を設置、地ビールレストランを建設・オープンして、ビールの醸造、提供を行うようになった。
2003年に親会社の合同酒精が持株会社化に伴いオエノンホールディングス株式会社に商号変更して旧称と同名の子会社が新たに設立され、牛久シャトーガーデンは2006年に子会社の合同酒精に吸収合併された。
2007年、経済産業省が「近代化産業遺産群33」を公表し、牛久シャトーは「牛久醸造場関連遺産」として山梨県、兵庫県の遺産と共に「18. 官民の努力により結実した関東甲信越地域などにおけるワイン製造業の歩みを物語る近代化産業遺産群」として認定された。
2008年6月9日、明治中期のレンガ造り建築、醸造方法といった歴史的、産業技術史的な価値の高さから、旧事務室、旧醗酵室、旧貯蔵庫の3棟が重要文化財に指定された。
2011年3月に発生した東日本大震災では、旧事務室が半壊するなど重文指定されている3棟が被害に遭った。内外壁に亀裂やレンガ脱落などの被害が生じ、3棟で合計約115万個あるレンガのうち約1万5千個の交換が必要となった。同年12月、国や地方自治体の補助を受けて復旧工事が着工した。壁の外観を維持するため、交換用のレンガ約1万5千個は愛知県の窯元に特注したものを使用したという。また、旧発酵室は地下のワイン貯蔵庫の温度や湿度といった条件を維持するため、建物の外部から補強する工事が行われた。2014年3月に旧醗酵室と旧貯蔵庫の復旧工事が完了、2016年3月30日に旧事務室の工事が完了した。震災から5年、工事費用は総額約15億円であった。
2016年（平成28年）頃の年間来場者数は約40万人。2018年1月、山梨県甲州市と共同でワイン製造遺産として「日本ワインの歴史ロマン薫る風景 近代化と先人たちのワイン醸造140年」と題して日本遺産に申請した。だが、同年5月24日に不認定となった。
牛久シャトーは同年12月28日を以って、飲食施設を閉店することを発表（見学と園内散策は引き続き可能）。これに対して、牛久市の商工会や64ある行政区の区長全員が嘆願書を送り、市役所とともに存続を働きかけるに至った。牛久市は2019年3月1日、牛久シャトーへの関与を強めるため、オエノンと包括連携協定を提携。同年7月31日には市が賃借することで基本合意したと発表した。2020年6月、山梨県甲州市の宮光園と共に日本遺産に認定された。

## 施設
野球の本塁のような五角形の敷地であり、南東の辺に正門があり牛久駅東口方面へと延びる「ぶどう園通り」に面している。敷地の南東部には旧牛久醸造場の建物が現存しており、レジャー施設として転用するにあたり増改築がなされているものの醸造場の主な建物3棟が状態よく保存されている。正門からアプローチ道路を約40メートル進んだ地点に本館（旧事務室）が南向きで建っており、その北側には中庭を挟んで約70メートルほどの位置に神谷傳兵衛記念館（旧醗酵室）が本館と向かい合う形で建っている。また、本館と記念館の間には、記念館の西端から南へ伸びる形でレストラン「キャノン」（旧貯蔵庫）が建っている。加えて、記念館とレストランの作る角の内側には1905年から1911年の間に増築された煉瓦造の建物があり、ワインセラーとして使用されている。敷地の東端、東門の前には1977年に建設されたスーベニアショップがある。

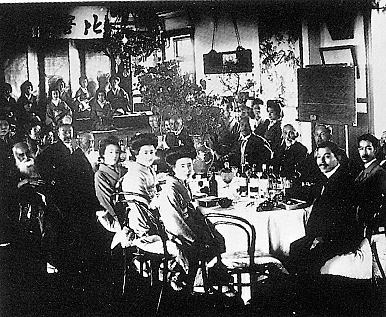
1913年に本館2階で開かれたパーティ

本館（旧事務室）
ルネサンス様式で煉瓦造の2階建である。屋根は元々は桟瓦葺だったが後に銅板葺に変えられており、東西両端はマンサード屋根で各所に屋根窓が開けられている。中央部の1階部分は中庭へと抜ける通路となっており、通路を飾る半円状のアーチは白漆喰塗りで「CHATEAU D.KAMIYA」と書かれている。その上の2階部分では窓に2本のトスカナ式の円柱が配置され、その上に小さな半円状アーチをのせたパラディアン・モチーフとなっている。柱とアーチ、その上のペディメントも白漆喰塗であり、ペディメントにはこて絵で「蜂印香竄葡萄酒」を示す蜂とブドウが描かれている。また、中央部の東隣にはクリーム色の漆喰が塗られた時計塔があり、各面に時計が設置されている。
本館内部、1階東側は建築当初より和室となっている。西側は以前から事務室として利用されていた部分であり、突出部分が増築されているものの4本の円柱とカウンター台に当時の面影が残されている。2階は全て洋室であり、大ホール、貴賓室および前室、洋室、階段室、バルコニーなどがある。かつては2階で賓客を招いてワインパーティが開催されており、迎賓館としての性質が建物の構造に反映されている。かつては東側部分の北側に「日本館」と呼ばれる和式の建物があり、その前には日本庭園が設けられていた。1921年には完成していたこの建物は140坪弱で和室4部屋、食堂、浴室などがあり、かつては食堂から本館2階へ食事を提供していた。日本館は1976年以降に失われており、現存していない。

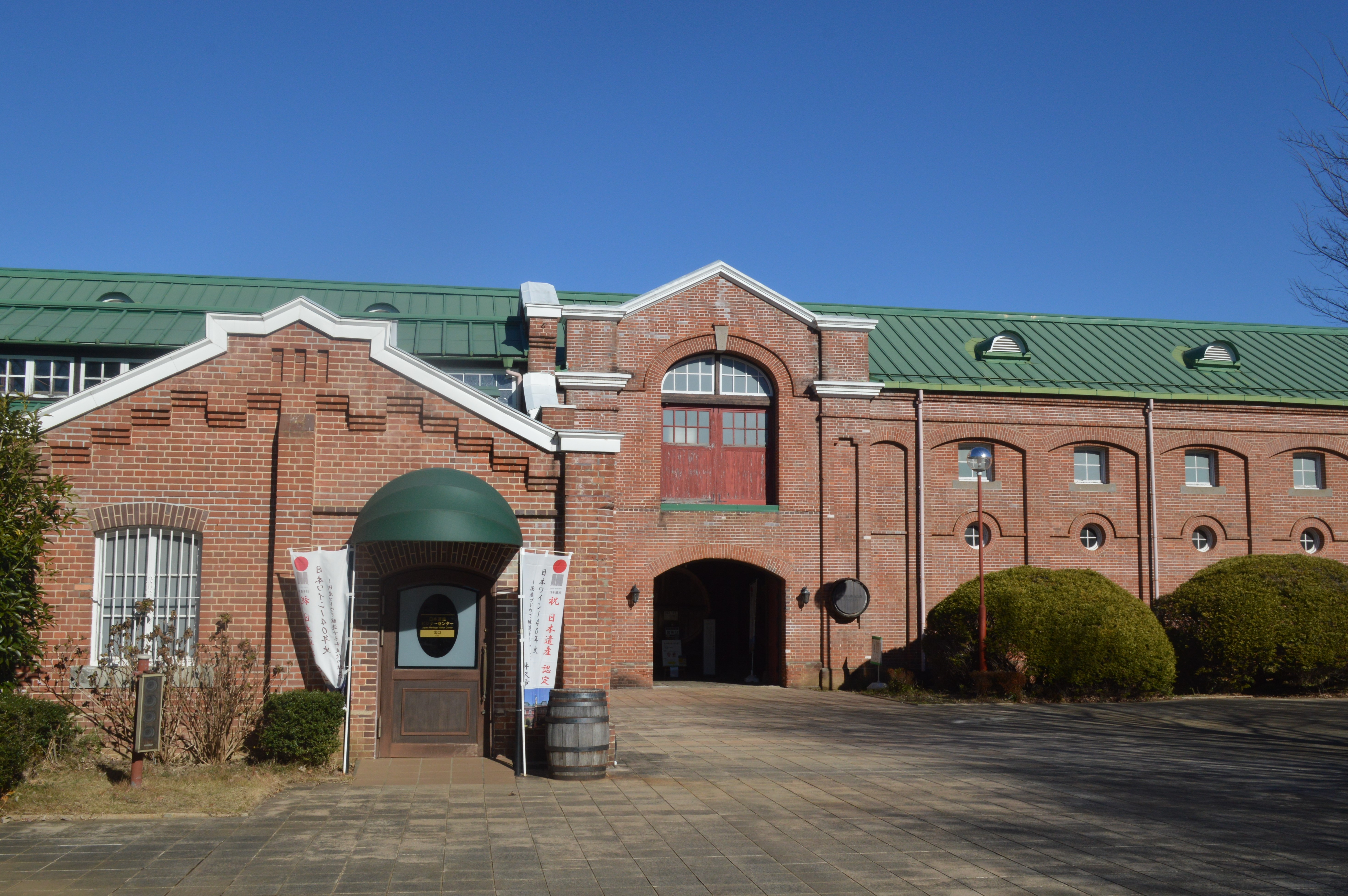
神谷傳兵衛記念館

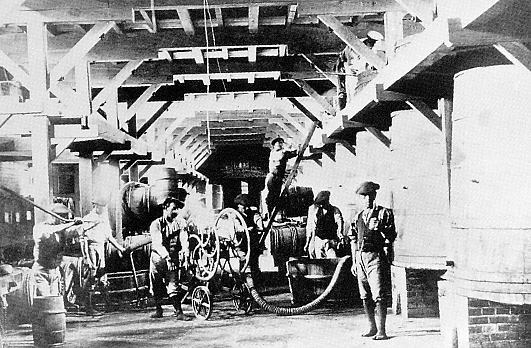
1907年の醗酵室1階

神谷傳兵衛記念館（旧醗酵室）
本館と同じく、煉瓦造の2階建で屋根は桟瓦葺から銅板葺に変えられており、1階中央にアーチ状の入り口が設けられている。また、その上の2階部分にはアーチの架かった開口部があり、扉が設置されている。パラディアン・モチーフにはなっていないものの、煉瓦部分の柱型、アーチとその上のペディメントという構造は本館と共通性が見られる。かつては入口にトロッコが到着すると、手動の小型起重機で2階の扉からブドウを建物内に運び込んでいた。2階内部は木造トラス小屋組、キングポストトラスと呼ばれる三角形の構造が露出しており、間仕切りがなく2階全体が1つの部屋になっている。牛久醸造場の頃は、ここで機械を用いて葡萄の果汁を搾り、1階に下ろしていたと考えられている。床には当時敷かれていたレールの痕跡、果汁を階下に下ろすための落とし口が多数残っている。1階は2階同様間仕切りがなく、当時は大樽を立てて並べ、2階の落とし口から直接搾った果汁を樽に注ぎ込んで発酵させるという手法をとっていた（右写真）。また、西側部分は1911年までに増築された部分だが、既存の建物同様に煉瓦造の銅板葺屋根になっている。地下室は短手方向の煉瓦壁で仕切られており、それぞれの壁の中央および左右にはアーチ状の開口部が設けられている。また、1905年から1911年の間に壁面を共有する形で平屋の煉瓦造の建物が増築されており、旧醗酵室とは階段を通じて地下室でつながっている。
旧醗酵室は神谷傳兵衛記念館として転用されており、2階には写真、機械・道具、葡萄酒瓶、ラベルなどが展示されている。1階西の増設部分はワインのボトリングに使用されている。地下室は壁中央のアーチを通る通路の両脇にワインを詰める小樽が横向きに並べられており、当時の様子を伝えている。また、平屋の建物はワインセラーおよびワイン販売所として使用されている。

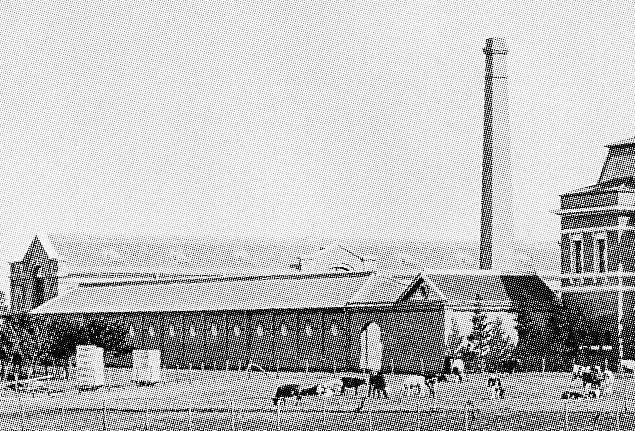
1905年頃の貯蔵庫

レストラン「キャノン」（旧貯蔵庫）
平屋建で屋根は桟瓦葺から銅板葺に変えられており、南妻の屋根は寄棟になっている。当初は東側の外壁は一部のみ煉瓦造の木造だった。また、その他の外壁は煉瓦造になっており、内部は木造トラス小屋組を見せる構造になっている。かつては強い光が内部に差し込まないよう東西の窓は小さかった。1976年9月にレストラン「キャノン」として開店しており、それに伴い西側の丸窓を出入口や大きな窓にするなどの改築が行われた。また、北側西部に厨房の一部が増築された。
ラ・テラス・ドゥ・オエノン
「ラ・テラス・ドゥ・オエノン」はシャトー内に設置されている直営のビアレストランである。牛久ブリュワリーで醸造されている地ビールと和洋折衷料理を提供している。

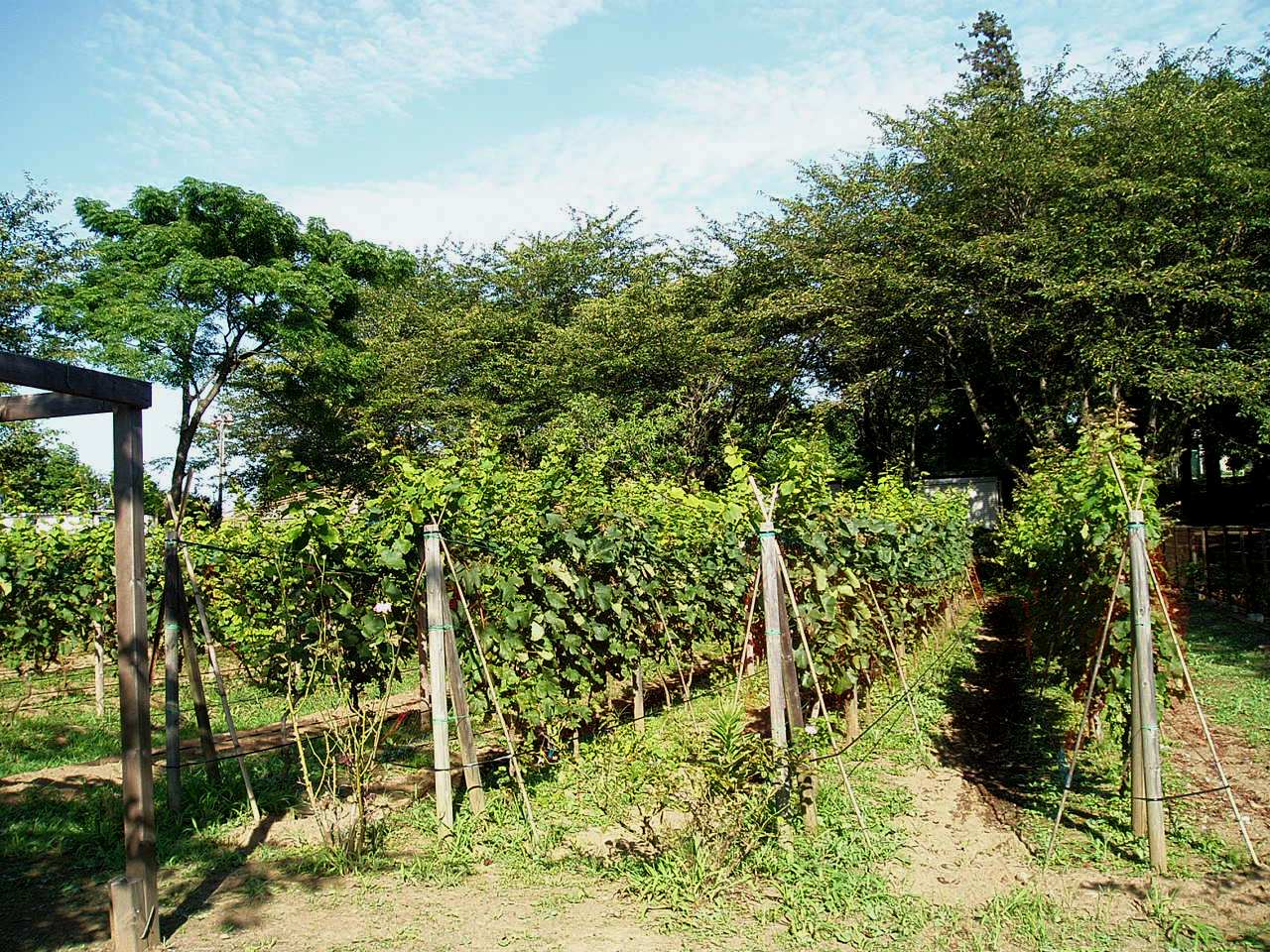
シャトーのブドウ畑

ブドウ畑
2018年現在、シャトー内には約1000本のブドウの木が植えられている。

## 牛久ワイナリー・ブルワリー
牛久ワイナリー、牛久ブルワリーはオエノンホールディングスの子会社、合同酒精株式会社の生産拠点である。2017年には約2トン、約2000本のワインを生産した。「牛久シャトービール」の主な製品としてヘレス、デュンケル、ピルスナーがあり、うちヘレスはインターナショナル・ビアカップ（旧称インターナショナル・ビアコンペティション）で複数回入賞している。

### 受賞歴
2014年
- インターナショナル・ビアカップで「ベルジャン ホワイト」がベルジャンスタイル・ヴィットビールの銀賞、「ピルスナー」がジャーマンスタイル・ピルスナーの銅賞、「秋あがり」がジャーマンスタイル・メルツェンの銅賞、「デュンケル」がヨーロピアンスタイル・ダーク／ミュンヒナー・デュンケルの銅賞、「バーレイワイン」がバーレイワイン・スタイル・エールの銅賞を受賞した[37]。

2015年
- インターナショナル・ビアカップで「牛久ホワイト」がアメリカンスタイル・酵母入りウィートビールの金賞、「ピルスナー」がジャーマンスタイル・ピルスナーの金賞、「ブロンシュ」がその他のベルジャンスタイル・エールの銀賞、「デュンケル」がヨーロピアンスタイル・ダーク／ミュンヒナー・デュンケルの銅賞を受賞した[38]。

2016年
- ワールド・ビア・カップで「桜満開ラガー」がハーブ&スパイスビール部門の金賞を受賞した[39]。
- アジア・ビアカップで「ホワイトIPA」がフリースタイルの金賞、「バーレイワイン」がダークエールの銅賞、「ヴァイツェンボック」がヴァイスビールの銅賞を受賞した[40]。
- ワールド・ビア・アワード（オランダ語版）で「ヘレス」がラガー部門のWorld's Best Helles / Münchner[41]、「IPL」がペールビール部門のWorld's Best Golden Aleに選出され[42]、2つのスタイルで「ワールドベスト・スタイル」を受賞した[43]。
- インターナショナル・ビアカップで「牛久ホワイト」がアメリカンスタイル・酵母入りウィートビールの銀賞、「ヘレス」がミュンヒナースタイル・ヘレスの銀賞、「ファームハウスセゾン」がベルジャンおよびフレンチスタイル・セゾンの銀賞、「秋あがり」がジャーマンスタイル・メルツェンの銅賞を受賞した[44]。

2017年
- アジア・ビアカップで「牛久ホワイト」がニュージェネレーションビールの金賞、ベルギービールでは「桜酵母ビール」が銀賞、「セゾンIPA」が銅賞、「ヴァイツェンボック」がヴァイスビールの銅賞を受賞した[45][46]。

## アクセス
〒300-1234 茨城県牛久市中央3-20-1
電車
JR常磐線牛久駅東口から徒歩約8分。
車
首都圏中央連絡自動車道つくば牛久ICから国道408号経由で約15分。